# Exorista distans
Exorista distans là một loài ruồi trong họ Tachinidae.